# Manuel Fuentes Campesino
Manuel Fuentes Campesino (Peñacastillo, Cantàbria, 20 d'abril de 1913 - Màlaga, 12 de març de 1992) fou un futbolista espanyol de les dècades de 1930 i 1940.

## Trajectòria
Era conegut com El Pistola. Jugà al FC Barcelona durant la temporada 1939-40, en la qual jugà vuit partits de lliga en els quals marcà 2 gols. Durant la dècada de 1930 havia destacat a clubs com el Racing de Santander, Gimnástica de Torrelavega, Español de Tetuán o Murcia CF. Després de la seva estada al Barça destacà al CD Málaga, on jugà 4 temporades, i també al RCD Mallorca o al Real Jaén.